# Бертон Юнайтед
«Бертон Юнайтед» (англ. Burton United Football Club) — колишній професіональний англійський футбольний клуб з міста Бертон-апон-Трент, графство Дербішир. Виступав у Футбольній лізі Англії.

## Історія
Клуб заснований 1901 року шляхом злиття двох команд «Бертон Свіфтс» та «Бертон Вондерерз». «Свіфтс» виступав у Футбольній лізі з 1892 року, а «Вондерерз» член Футбольної ліги з 1894 по 1897 рік, після чого  грав у Лізі Мідленда.
«Бертон Юнайтед», який змінив «Бертон Свіфтс» у Другому дивізіоні Футбольної ліги виступав досить нестабільно і вище 10-го місця не піднімався. У Кубку Англії також вибував у першому раунді. 
У сезоні 1906—07 клуб не переобрано до Футбольної ліги. З наступного сезону його замінив у лізі «Фулгем». На нараду клубів Футбольної ліги «Юнайтед» подав заявку на участь у турнірі але через фінансові труднощі клуб отримав відмову, а запрошення отримав «Олдем Атлетік».
Після вибуття з Ліги «Бертон Юнайтед» виступав у лізі Бірмінгема, а з 1909 член Південної Ліги. У сезоні 1909—10 посівши останнє місце в лізі команда була розформована.

## Хронологія виступів у чемпіонатах
| Сезони  | Ліга                       | Рівень | М  | В  | Н | П  | МЗ | МП  | +/- | О  | Місце |
| ------- | -------------------------- | ------ | -- | -- | - | -- | -- | --- | --- | -- | ----- |
| 1901/02 | Другий дивізіон            | 2      | 34 | 11 | 8 | 15 | 46 | 54  | -8  | 30 | 10.   |
| 1902/03 | Другий дивізіон            | 2      | 34 | 11 | 7 | 16 | 39 | 59  | -20 | 29 | 13.   |
| 1903/04 | Другий дивізіон            | 2      | 34 | 11 | 7 | 16 | 45 | 61  | -16 | 29 | 14.   |
| 1904/05 | Другий дивізіон            | 2      | 34 | 8  | 4 | 22 | 30 | 84  | -54 | 20 | 17.   |
| 1905/06 | Другий дивізіон            | 2      | 38 | 10 | 6 | 22 | 34 | 67  | -33 | 26 | 19.   |
| 1906/07 | Другий дивізіон            | 2      | 38 | 8  | 7 | 23 | 34 | 68  | -34 | 23 | 20.   |
| 1907/08 | Ліга Бірмінгема та околиць | –      | 34 | 14 | 3 | 17 | 51 | 50  | +1  | 31 | 13.   |
| 1908/09 | Ліга Бірмінгема та околиць | –      | 34 | 13 | 3 | 18 | 48 | 75  | -27 | 29 | 13.   |
| 1909/10 | Ліга Бірмінгема та околиць | –      | 34 | 6  | 2 | 26 | 36 | 121 | -85 | 14 | 18.   |